# Stiriodes perflava
Stiriodes perflava là một loài bướm đêm trong họ Noctuidae.